# Xã Glenfield, Quận Foster, Bắc Dakota
Xã Glenfield (tiếng Anh: Glenfield Township) là một xã thuộc quận Foster, tiểu bang Bắc Dakota, Hoa Kỳ. Năm 2010, dân số của xã này là 51 người.